# Çò des de Simonet
Çò des de Simonet és un edifici del municipi de Canejan (Vall d'Aran) inclòs en l'Inventari del Patrimoni Arquitectònic de Catalunya.

## Descripció
"Auvitatge" en forma de "L" amb un pati clos al davant de la casa adossada a l'antiga casa dels Benosa. Edifici de secció rectangular força restaurat que conserva en els paraments l'obra de paredat lligada amb morter.
La construcció aprofita un doble vessant, la façana orientada a migdia, paral·lela a la "capièra", presenta finestres de fusta distribuïdes en tres nivells (2-4-4) i un portal de fàbrica amb arc de mig punt i carreus disposats de llarg i de través que imiten escultures clàssiques en els brancals

## Història
Consta documentat a favor de Valenciana Medan de Simonet (+1763), segons sembla, passaria als Deò de Canejan a partir d'un matrimoni amb els Benosa (registrat l'any 1768) de manera que fóra el bressol dels Deó Benosa de Canejan, un dels llinatges més influents de la Val.
Així l'enquesta de Francisco de Zamora destaca la casa d'Andreu Deò de Simonet, amb la capella particular (1788); Francesc Deò rector de Canejan (1791). S. Temprada estableix la genealogia dels Deó de Benosa, i els emparenta amb altres famílies de Vilac (Es de Margàs, Es de Francesa) i de Bertren (Es de Sancho, Es de Moreu) sota mateix, en l'actual plaça de Vielha se situaria Era Crasta de Canejan